# Динамо (футбольний клуб, Ташкент)
Футбольний клуб «Динамо» (Ташкент) або просто «Динамо» (Ташкент) — радянський узбецький футбольний клуб з міста Ташкент.

## Історія
Футбольний клуб «Динамо» було засновано в місті Ташкент не пізніше 1929 року. В 1939 році команда досягла найбільшого успіху в своїй історії, пробившись до 1/2 фіналу Кубку СРСР. Найкращого результату в чемпіонатах  СРСР команда досягла в 1947 році, коли посіла третє місце в Середньоазійській зоні Другої групи Чемпіонату СРСР з футболу. Остання згадка про клуб датується 1954 роком.

## Досягнення
- Кубок СРСР
  - 1/2 фіналу (1): 1939

## Відомі гравці
- Михайло Бутусов

## Відомі тренери
- Костянтин Щегоцький